# 趙艮
趙艮（1433年—？），字時中，浙江金華府永康縣人，民籍。明朝政治人物。進士出身。

## 生平
浙江鄉試第六十六名。成化五年（1469年）乙丑科會試第一百三名，殿試登進士第三甲第七十六名。

## 家族
曾祖趙繼善。祖父趙學興。父亲趙存佑。